# Menzing
Menzing war eine Siedlung auf dem heutigen Stadtgebiet von München.

## Geschichte
Menzing wurde 817 als Menzinga erstmals urkundlich erwähnt. Die Bezeichnung wird von dem Männernamen Manzo abgeleitet.
Schon 1315 ist aber von zwei Menzing (duo Mentzing) die Rede. Diese beiden Orte wurden später Obermenzing und Untermenzing genannt. Es wird allgemein angenommen, dass sich die erste Erwähnung Menzings auf das spätere Obermenzing bezieht.
Zur gemeinsamen 1200-Jahr-Feier von Unter- und Obermenzing zur ersten urkundlichen Erwähnung von Menzing wurde der Verein 1200 Jahre Menzing e. V. gegründet. Das Jubiläumsjahr wird mit zahlreichen Veranstaltungen gefeiert. Die Menzinger Festtage zu „1200 Jahre Menzing“ bilden im Juli 2017 einen Höhepunkt. Zur Geschichte und weiteren Einzelheiten siehe die Hauptartikel Untermenzing und Obermenzing.
Bei der Gemeindebildung 1818 bildeten Obermenzing und Untermenzing eigenständige politische Gemeinden. 1938 wurden beide Gemeinden in die Stadt München eingemeindet. Dort bilden sie heute eigene Stadtteile in den Stadtbezirken Pasing-Obermenzing und Allach-Untermenzing.